# Ostracion solorense
Ostracion solorense là một loài cá biển thuộc chi Ostracion trong họ Cá nóc hòm. Loài này được mô tả lần đầu tiên vào năm 1853.

## Từ nguyên
Từ định danh solorensis được đặt theo tên gọi của đảo Solor, nơi mà mẫu định danh của loài cá này được thu thập (–ensis: hậu tố biểu thị nơi chốn). Tên chi Ostracion là trung tính, do đó tên gọi của các loài trong chi này phải là một tính từ, nên solorensis được đổi thành solorense.

## Phân bố
Từ đảo Giáng Sinh, O. solorense được phân bố trải dài về phía đông đến Palau, Fiji và Tonga, giới hạn phía bắc đến Philippines, phía nam đến bờ bắc Úc và Nouvelle-Calédonie. O. solorense cũng được ghi nhận tại Côn Đảo (Việt Nam).
O. solorense sống tập trung trên các rạn san hô ở độ sâu đến ít nhất là 20 m.

## Mô tả
Chiều dài cơ thể lớn nhất được ghi nhận ở O. solorense là 12 cm. Cá cái có màu nâu vàng hoặc nâu lục ở hai bên lườn với hoa văn mắt lưới màu đen, lưng có các vân màu đen. Cá đực màu xanh xám sẫm (gần như đen) với các vân sọc gợn sóng màu xanh lam nhạt trên lưng,  phần thân trên có sọc đen viền xanh óng băng ngang mắt ngược ra sau, hai bên lượn cũng có các vệt sọc và đốm tròn màu xanh óng.

## Thương mại
O. solorense được đánh bắt trong ngành thương mại cá cảnh.